# Аветисян, Унан Мкртичович
Уна́н Мкрти́чович Аветися́н (2 мая 1913 — 16 сентября 1943) — участник Великой Отечественной войны, помощник командира взвода 1-й роты 390-го стрелкового полка 89-й стрелковой дивизии 18-й армии Северо-Кавказского фронта, Герой Советского Союза (1944), старший сержант.

## Биография
Родился 2 мая 1913 года (по другим данным — 20 июля 1914 года) в селе Цав (ныне в области Сюник, Армения) в семье крестьянина. Армянин. Образование начальное. В Красной армии с 1942 года.
Участник Великой Отечественной войны с 1942 года. 16 сентября 1943 года помощник командира взвода 390-го полка (89-я стрелковая дивизия, 18-я армия, Северо-Кавказский фронт), старший сержант Аветисян в наступательном бою за высоту 448,7 (гора Долгая) закрыл своим телом амбразуру вражеского дзота, тем самым дав возможность подразделению выполнить боевую задачу. Звание Героя Советского Союза присвоено 16 мая 1944 года (посмертно). 
Похоронен в посёлке городского типа Верхнебаканский у города Новороссийска Краснодарского края.

## Награды

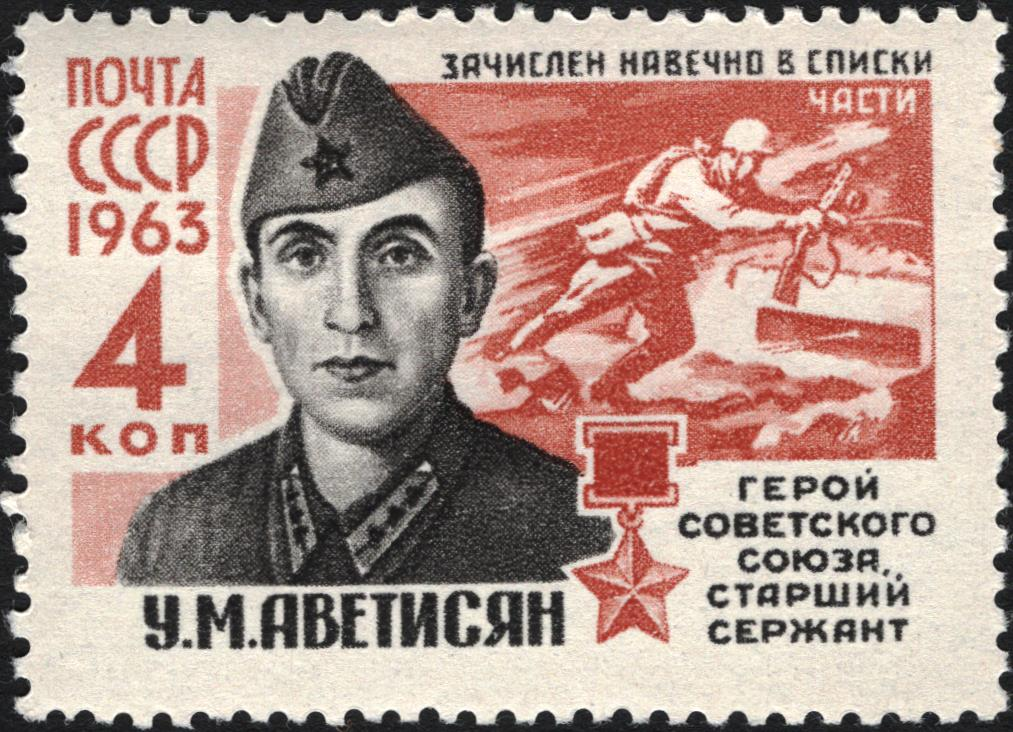
Почтовая марка СССР, 1963 год

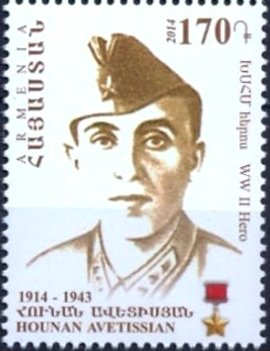
Почтовая марка Армении, 2014 год

- Медаль «Золотая Звезда» Героя Советского Союза.
- Орден Ленина.
- зачисление навечно в списки воинской части[5]

## Память
- Памятники герою установлены на месте гибели Унана Аветисяна, под Новороссийском, в селе Цав Сюникской области Армении, где он родился, в селе Лукашин Армавирской области Армении, где прошли его детство и юность, городах Капан и Ереван[6].
- Его именем названы улица, школа № 9 в Капане, теплоход, пограничная застава в населённом пункте «Южная Озереевка» Пограничного управления ФСБ России по Краснодарскому краю. Имя героя носит одна из улиц Новороссийска.
- В 1963 году была выпущена почтовая марка СССР, посвящённая Аветисяну, в 2014 году — марка Армении.
- Именем Унана Аветисяна названа школа № 9 в Капане.
- Именем Унана Аветисяна названа школа № 74 в Ереване.
- Захоронен в посёлке Верхнебаканский города Новороссийска.
- Именем Унана Аветисяна названа улица в Ереване